# Явно, Евгений Ионович
Евгений Ионович Явно (1894—1971) — советский фотограф и фотохудожник.

## Биография
Родился в 1894 году.
Евгений Явно известен своими фотографиями многих представителей культурной элиты СССР. В их числе:
- действующие лица и сцены из спектаклей столичных театров — Малого театра, МХАТа, Театра им. Евгения Вахтангова, Московского театра Драмы (с 1954 года — им. Владимира Маяковского), Московского театра им. Моссовета, Московского театра им. М. Н. Ермоловой, Московского театра им. Ленинского комсомола, Московского драматического театра им. А. С. Пушкина (бывшего Камерного), Московского драматического театра им. К. С. Станиславского, Московского театра драмы и комедии, Центрального театра транспорта;
- представители региональных театров страны — Архангельского Большого драматического, Астраханского драматического, Белостокского еврейского миниатюр, Горьковских: Драматического им. А. М. Горького и Оперы и балета, Казанских: Большого драматического, Татарского оперы и балета им. Мусы Джалиля и ТЮЗа, Киевского украинского драматического им. Ивана Франко, Ленинградских: Малого оперы и балета и Комедии, Махачкалинского Кумыкского музыкально-драматического, Минского русского драматического, Рижского академического драмы, Свердловского оперы и балета им. А. В. Луначарского, Сталинградского драматического, Улан-Удинского Бурят-монгольского музыкально-драматического, Уфимских: Башкирского драмы и Оперы и балета, Харьковского драматического им. Т. Г. Шевченко, Ярославского драматического им. Ф. Г. Волкова и других.

Также является автором фотографий руководителей партии и правительства, командиров Красной Армии, гостей на трибунах на Красной площади, похорон известных людей, могил и надгробий, открытия мемориальных досок и памятников.
Его работы печатались в советских СМИ, в частности в журнале «Советское фото».
Умер в 1971 году. 

### Архив
Материалы, относящиеся к Е.И. Явно, хранятся в Российском государственном архиве литературы и искусства (РГАЛИ). Фонд насчитывает 5721 единицу хранения за 1900–1971 гг. Основу фонда составляют материалы творческой деятельности Явно, фото сцен и действующих лиц из спектаклей Малого театра, переписки и черновые наброски воспоминаний о А.В. Луначарском и др.

## Семья
- Жена — Лидия Михайловна Явно.
  - Дочь — Ирина Высоцкая (штат Нью-Йорк).